# 許舒翔
許舒翔（1961年4月22日—），中華民國政治人物，雲林縣臺西鄉蚊港村人，現任考試院副院長。曾任考選部政務次長、部長。

## 生平
前雲林縣縣長許文志長子、其胞弟為中國國民黨籍前立法委員許舒博。許舒翔曾宣布參與2014年雲林縣縣長選舉，後來宣告退選、支持前雲林縣代理縣長李進勇。2015年曾獲親民黨徵召參選臺北市第一選舉區立法委員，後來宣告退選。2016年中華民國總統選舉曾出任蔡英文雲林後援會總會長。2024年5月獲時任總統賴清德提名為考試院副院長，同年12月17日獲立法院112票同意通過。

## 學歷
1984年畢業於東吳大學政治學系，1990年取得美国俄亥俄大学政治學碩士學位，1994年取得美國科羅拉多州立大學政治學博士學位，主要研究領域為公共政策、政治與環保政策、組織領導與發展。

## 簡歷
- 考試院副院長 2024.12.20~迄今
- 考試院考選部部長 2019.10~2024.05.20
- 考試院考選部政務次長[9][10] 2016.05 ~2019.10
- 環球科技大學校長[11] 2010.08 ~2016.05
- 環球科技大學公共事務管理研究所教授 2012.08 ~迄今
- 台灣消費者協會顧問 2016.04~迄今
- 雲林縣政府縣政顧問 2015.05~迄今
- 兩岸現代職業教育協會顧問 2015.04~迄今
- 雲林縣空氣汙染防制基金管理委員會委員 2015.01~迄今
- 中華民國私立科技大學校院協進會第七屆常務監事2015.01~迄今
- 中華創新發明學會高級學務顧問 2014.02~迄今
- 台灣公共事務發展協會理事長 2013.06~迄今
- 雲林青年創業協會顧問 2013.01~迄今
- 雲林縣職業總工會顧問 2006.06~迄今
- 士心文教基金會董事長 1999.04~迄今
- 台灣消費者協會理事 2009.06~2016.04
- 雲林縣生命線協會理事長	2010.03.27~2016.04
- 臺灣綠色大學聯盟第一屆常務監 2013.08~2015.10
- 高等教育評鑑中心基金會評鑑委 2014.03~2014.07
- 中華民國私立科技大學校院協進會第六屆理事 2013.08~2015.01
- 環球科技大學環境資源管理系教授 2010.08~2012.07
- 科羅拉多州立大學政治研究所訪問教 2010.12~2011.04
- 環球技術學院校長 2006.12~2010.07
- 環球技術學院環境資源管理系教 2004.05~2010.07
- 東吳大學發展處諮詢委員會委員 2006.08~2007.07
- 環球技術學院副校長 2004.08~2006.11
- 環球技術學院環境資源管理系副教授 2002.08~2004.05
- 雲林縣環境保護基金管理委員會委員 1999.01~2006.12
- 科羅拉多州立大學政治研究所訪問研究員 2002.08~2004.07
- 雲林科技大學環境安全工程研究所兼任副教授 2000.02~2000.07 2001.02~2001.07
- 環球技術學院副教授兼校長 2000.08~2002.07
- 環球商業專科學校副教授兼校長 1996.10~2000.07
- 環球商業專科學校副教授兼教務主任 1994.12~1996.10

## 外部連結
- （繁體中文）（英文）考選部 （页面存档备份，存于）
- （繁體中文）（英文）環球科技大學 （页面存档备份，存于）
- （繁體中文）（英文）東吳大學
- 許舒翔Facebook

| 中華民國政府職務 | 中華民國政府職務                                 | 中華民國政府職務 |
| ---------------- | ------------------------------------------------ | ---------------- |
| 考試院           |                                                  |                  |
| 前任： 蔡宗珍    | 考選部部長 第十九任 2019年10月1日－2024年5月20日 | 繼任： 劉孟奇    |
| 前任： 周弘憲    | 考試院副院長 第十七任 2024年12月20日－           | 現任             |